# Pleurothallis ipyrangana
Pleurothallis ipyrangana är en orkidéart som beskrevs av Rudolf Schlechter. Pleurothallis ipyrangana ingår i släktet Pleurothallis och familjen orkidéer. Inga underarter finns listade i Catalogue of Life.